# Кліщі (маневр)

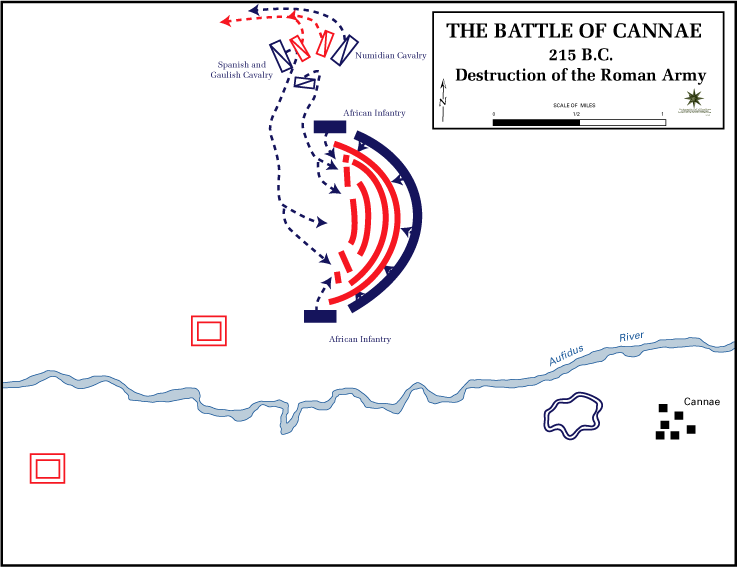
Знищення військ Римської республіки карфагенянами під командуванням Ганнібала у Битві при Каннах

«Кліщі» — жаргонна назва охоплення або подвійного охоплення — маневру у військовій справі.
Це один із базових елементів військової стратегії, що використовувався у багатьох війнах. Маневр охоплення («кліщі») виконується двома рухомими угрупованнями військ, які одночасно охоплюють обидва фланги військ менш рухомого супротивника. При цьому особлива увага приділяється синхронізації дій військ, що охоплюють. Внаслідок успішного охоплення ворожі сили можуть потрапити в оточення.